# Циганський Роман Юрійович
Роман Юрійович Циганський (8 березня 1988 — 18 лютого 2023) — сержант Збройних Сил України, учасник російсько-української війни, який загинув під час російського вторгнення в Україну.

## Життєпис
Роман Циганський народився 8 березня 1988 року у Львові.  
Навчався у Загальноосвітній школі №64 міста Львова (сьогодні – Ліцей «Гроно» Львівської міської ради). 
Закінчив Вище професійне училище №20 за спеціальністю наладчик верстатів.
Після завершення навчання проходив строкову військову службу у складі 80-ї окремої десантно-штурмової бригади Десантно-штурмових військ Збройних Сил України.
У 2014-2015 роках виконував бойові завдання у зоні проведення Антитерористичної операції на сході України у лавах 24-ї окремої механізованої бригади імені короля Данила.
З початком російського вторгнення в Україну у лютому 2022 року добровольцем став на захист України. Боровся проти держави-терориста у складі 125-ї окремої бригади територіальної оборони ЗСУ на посаді командира стрілецького відділення
7 січня 2023 року сержант Циганський Роман знаходився на позиції західніше с. Діброва, Луганська область. Група військовослужбовців, яка знаходились під його командуванням та вела спостереження на спостережному пункті, вступила у стрілецький бій з ворожим підрозділом, який намагався зайти в тил спостережного пункту. Під час зіткнення позиція була обстріляна з артилерійської зброї противника внаслідок якої Роман отримав важке поранення. Його було евакуйовано з місця бойових дій і доставлено в госпіталь, де помер він отриманих травм 18 лютого 2023 року.
У Романа Циганського залишилися мама, брат, дружина та двоє синів.

## Нагороди
В лютому 2024 року відповідно до указу Президента України №135/2023  Роману Циганському за особисту мужність і самовідданість, виявлені у захисті державного суверенітету та територіальної цілісності України, вірність військовій присязі було посмертно відзначено державною нагородою: орденом «За мужність» III ступеня.
В травні 2024 відповідно до указу Міністра оборони України №786 від 21 травня 2024 року відзначено медаллю "Захиснику України".